# Vlag van Londerzeel
De vlag van Londerzeel werd door de gemeenteraad op 25 oktober 1977 officieel vastgesteld als de gemeentelijke vlag van de Vlaams-Brabantse gemeente Londerzeel. Op 19 juli 1978 werd hij door het koninklijk besluit bevestigd en uiteindelijk gepubliceerd op 9 mei 1979 in het officiële Belgisch Staatsblad.
Officieel wordt de vlag beschreven als:
In drie gelijke vertikale banen verdeeld, rood, geel en blauw, het rood aan de stok. Op het rood, het zwart-omrande wapenschild van de vroegere gemeente Malderen: gevierendeeld, 1 en 4 van wit met drie dwarsbalken van rood, 2 en 3 van wit met drie disselbijlen van rood, de twee in het schildhoofd ruggelings afgewend; het schild getopt met een goudgele kroon van vijf fleurons, van elkaar gescheiden door een parel. Op het geel, het zwart-omrande wapenschild van Londerzeel: in goudgeel een dwarsbalk van blauw, twee staven van rood, kruiselings geplaatst over alles heen; het schild getopt met een goudgele gesp. Op het blauw, het zwart-omrande wapenschild van de vroegere gemeente Steenhuffel: in wit twee rode spitsruiten naast elkaar, het schild overdekt met een zittende en aanziende witte kat, in de muil een muis houdende.
De kleuren van de vlag zijn afkomstig op het gemeentewapen. De vlag bestaat ook uit drie gemeentewapens (van links naar rechts), Malderen, Londerzeel, en Steenhuffel.

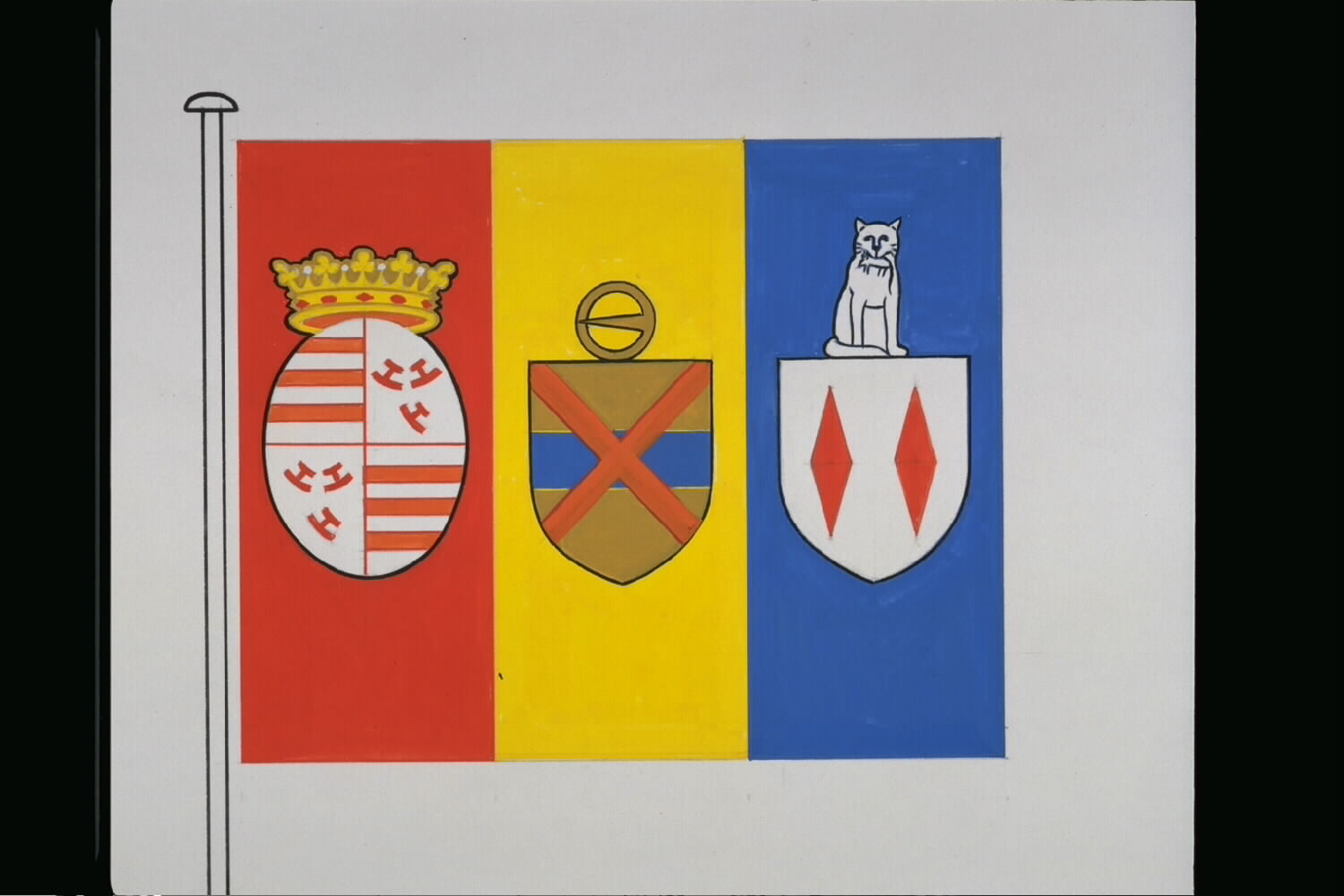
Officiële tekening van de vlag